# احمدپور سیال
احمدپور سیال (به انگلیسی: Ahmedpur Sial) یک منطقهٔ مسکونی در پاکستان است که در پنجاب (پاکستان) واقع شده‌است.

## خصوصیات
احمدپور سیال ۱۳٬۱۳۱ نفر جمعیت دارد و ۱۱۹ متر بالاتر از سطح دریا واقع شده‌است.